# Калинино (Красногвардейский район)
Кали́нино (до 1948 года Калининдо́рф; укр.  Калініне, крымскотат. Kalinino, Калинино) — село в Красногвардейском районе Республики Крым, центр Калининского сельского поселения (согласно административно-территориальному делению Украины — Калининского сельского совета Автономной Республики Крым).

## Население
| 2001 | 2014  |
| ---- | ----- |
| 1156 | ↘1120 |

Всеукраинская перепись 2001 года показала следующее распределение по носителям языка
| Язык             | Процент |
| ---------------- | ------- |
| русский          | 65,4    |
| украинский       | 21,8    |
| крымскотатарский | 11,85   |
| другие           | 0,44    |

### Динамика численности
| - 1939 год — 325 чел. - 1974 год — 1477 чел. - 1989 год — 1138 чел. | - 2001 год — 1156 чел. - 2009 год — 1031 чел. - 2014 год — 1120 чел. |

## Современное состояние
На 2017 год в Калинино числится 10 улиц; на 2009 год, по данным сельсовета, село занимало площадь 80,7 гектара на которой, в 417 дворах, проживало более 1 тысячи человек. В селе действуют средняя общеобразовательная школа, сельский дом культуры, библиотека, амбулатория общей практики – семейной медицины, отделение Почты России, храм иконы Божией Матери «Призри на смирение». Село связано автобусным сообщением с райцентром и соседними населёнными пунктами.

## География
Калинино — большое село в степном Крыму на севере района, на водоразделе балок Чатырлык и Мирновка, у границы с Джанкойским районом, высота центра села над уровнем моря — 38 м. Соседние сёла: Вишняковка в 1,5 км на север, Победино в 1,5 км на северо-запад, Коммунары в 4 км на юг и Находка Джанкойского района в 3,5 км на северо-восток. Расстояние до райцентра — около 19 километров (по шоссе), там же ближайшая железнодорожная станция Урожайная.

## История
Еврейское село Калининдорф возникло, вероятно в конце 1920-х — начале 1930-х годов в процессе создания еврейских поселений в Крыму, на территории Джанкойского района. Постановлением ВЦИК «О реорганизации сети районов Крымской АССР» от 30 октября 1930 года, был создан Биюк-Онларский район, как немецкий национальный, в который включили село. В 1930 годах в Калининдорфе создан колхоз им. Андреева. Постановлением Президиума КрымЦИКа «Об образовании новой административной территориальной сети Крымской АССР» от 26 января 1935 года был создан немецкий национальный (лишённый статуса национального постановлением Оргбюро ЦК КПСС от 20 февраля 1939 года) Тельманский район (с 14 декабря 1944 года — Красногвардейский) и село включили в его состав. По данным всесоюзной переписи населения 1939 года в селе проживало 325 человек. Вскоре после начала отечественной войны часть еврейского населения Крыма была эвакуирована, из оставшихся под оккупацией — большинство расстреляны.
После освобождения Крыма от фашистов, 12 августа 1944 года было принято постановление № ГОКО-6372с «О переселении колхозников в районы Крыма» по которому в район из областей Украины и России переселялись семьи колхозников, а в начале 1950-х годов последовала вторая волна переселенцев из различных областей Украины. С 25 июня 1946 года Калининдорф в составе Крымской области РСФСР. Указом Президиума Верховного Совета РСФСР от 18 мая 1948 года, Калининдорф переименовали в Калинино. 26 апреля 1954 года Крымская область была передана из состава РСФСР в состав УССР. В послевоенные годы хозяйства объединились в колхоз им. Калинина, с центральной усадьбой в Калинино, в 1954 году был создан сельсовет. По данным переписи 1989 года в селе проживало 1138 человек. С 12 февраля 1991 года село в восстановленной Крымской АССР, 26 февраля 1992 года переименованной в Автономную Республику Крым. С 21 марта 2014 года — аннексировано Россией.
12 мая 2016 года парламент Украины, не признающий российскую аннексию, принял постановление о переименовании села в Умют (укр. Умют), в соответствии с законами о декоммунизации, однако данное решение не вступает в силу до «возвращения Крыма под общую юрисдикцию Украины».